# Joaquim Cuspinera i Llanas
Joaquim Cuspinera i Llanas (la Garriga, 1912 – 1999) fou alcalde de la Garriga (07 d'agost de 1970 - 24 d'octubre de 1975).
Després d'estudiar química a l'Escola Industrial de Barcelona, va treballar de rajoler i va dirigir la Bòbila Font des de 1948. Va participar en les activitats de l'agrupació local de la Federació de Joves Cristians de Catalunya, on, entre 1931 i 1932 fou vocal d'Esports, i va ser membre del sometent.
Durant la Guerra, va estar reclòs al vaixell-presó Argentina, ancorat al port de Barcelona com també a la Presó Model. Després d'acabada la Guerra, s'afilià a FET y de las JONS i, el 1939, hi esdevingué delegat de premsa i propaganda de l'agrupació local de la Garriga. Per altra banda, entre 1951 i 1952 va ser secretari d'Acció Catòlica de la Garriga.
En l'àmbit polític, Cuspinera va ser conseller sindical durant els anys
1948-1949; 1952, 1954 i 1955 i, des de l'agost de 1970 fins a l'octubre de 1975, alcalde de la Garriga.
El 1970, dins del context del desarrollismo franquista, van entrar en funcionament les primeres empreses del polígon Congost. Per altra banda, però, calgué engegar campanyes de mobilització ciutadana per a la protecció del patrimoni arquitectònic del poble arran de la demolició d'edificis emblemàtics.